# Zhang Yanyuan
Zhang Yanyuan (traditioneel Chinees: 張彥遠; ca. 815–ca. 877) was een Chinees kunstschilder, kalligraaf en kunstcriticus uit de late Tang-periode. Zijn omgangsnaam was Aibin (爱宾).
Zhang was geboren in een welgestelde familie in het huidige Yuncheng in Shanxi. Hij schreef diverse kritische verhandelingen over de Chinese schilderkunst en kalligrafie, waaronder Lidai Minghua Ji (歷代名畫記, "Beroemde schilderijen in de geschiedenis") en Fashu Yaolu (法書要錄, "Beknopt handboek over de kalligrafie"). Laatstgenoemde werk bevat de oudst bekende vermelding die de 'Vier Kunsten' samen in verband brengt.
In zijn boeken combineerde Zhang zijn eigen visie op de kunst met historische feiten, waaronder biografieën van oude meesters. Hij onderstreepte Xie He's theorie dat de kunst morele en politieke doelen dient. Ook benadrukte Zhang het belang van originaliteit en creativiteit in een schilderwerk. Zhangs ideeën hadden een significante impact op de traditionele schilderkunst van China.
- International Standard Name Identifier: 0000 0004 5878 8136
- Library of Congress Control Number: n83202659
- Nationale Bibliotheek van Israël: 987007276261505171
- Nederlandse Thesaurus van Auteursnamen: 172186749
- Système universitaire de documentation: 119940701
- Union List of Artist Names: 500329132
- Virtual International Authority File: 40759458
- WorldCat: E39PCjC3YwbKpHRMMvV9f8JQRq